# Triglochin striata
Triglochin striata är en sältingväxtart som beskrevs av Hipólito Ruiz López och Pav.. Triglochin striata ingår i släktet sältingar, och familjen sältingväxter. Inga underarter finns listade.